# 奧地利21歲以下國家足球隊
奧地利21歲以下國家足球隊（Österreichische U-21-Fußballnationalmannschaft，簡稱奧地利U21）是奧地利的21歲以下國家足球代表隊，由奧地利足球協會組織，參加每兩年舉辦一次的歐洲U-21足球錦標賽。

## 競賽歷史
奧地利U21自1978年首屆開始參加歐洲U-21足球錦標賽至今仍未曾晉級決賽週。

### 歐青盃歷屆成績
| 年度   | 主辦國   | 冠軍     | 成績       |
| ------ | -------- | -------- | ---------- |
| 1978年 | 主客制   | 南斯拉夫 | 外圍賽出局 |
| 1980年 | 主客制   | 蘇聯     | 沒有參賽   |
| 1982年 | 主客制   | 英格蘭   | 外圍賽出局 |
| 1984年 | 主客制   | 英格蘭   | 外圍賽出局 |
| 1986年 | 主客制   | 西班牙   | 外圍賽出局 |
| 1988年 | 主客制   | 法國     | 外圍賽出局 |
| 1990年 | 主客制   | 蘇聯     | 外圍賽出局 |
| 1992年 | 主客制   | 義大利   | 外圍賽出局 |
| 1994年 | 法國     | 義大利   | 外圍賽出局 |
| 1996年 | 西班牙   | 義大利   | 外圍賽出局 |
| 1998年 | 羅馬尼亞 | 西班牙   | 外圍賽出局 |
| 2000年 | 斯洛伐克 | 義大利   | 外圍賽出局 |
| 2002年 | 瑞士     | 捷克     | 外圍賽出局 |
| 2004年 | 德国     | 義大利   | 外圍賽出局 |
| 2006年 | 葡萄牙   | 荷蘭     | 外圍賽出局 |
| 2007年 | 荷蘭     | 荷蘭     | 外圍賽出局 |
| 2009年 | 瑞典     | 德國     | 外圍賽出局 |
| 2011年 | 丹麦     |          |            |

## 歷任領隊
- 约瑟夫·希克尔斯伯格（Josef Hickersberger，1987年）
- Willibald Ruttensteiner（2001–2006年)
- 曼弗雷德·薩克（Manfred Zsak，2006–2009年）
- 安德雷斯·赫尔佐格（Andreas Herzog，2009-）

## 外部連結
- （英文）歐洲足協U21國家隊（页面存档备份，存于）
- （英文）RSSSF：歐青賽全紀錄（页面存档备份，存于）